# Usza (dopływ Wilii)
Usza (błr. Вуша/Уша; ros. Уша) – rzeka na Białorusi w rejonie wołożyńskim i mołodeczańskim, lewy dopływ Wilii.

## Geografia
Zaczyna się na północnym zachodzie od wioski Budrauszczyna (rejon wołożyński). Płynie przez Wyżynę Mińską. Wpada do Wilii 1,8 km na północny wschód od wioski Szykowo. Średnie nachylenie wodnej powierzchni – 2,2%. W górnej części rzeki dolina Uszy ma kształt trapezu, którego szerokość waha się od 0,6 do 1 km. W środkowej części dolina nie ma wyraźnego kształtu, zaś w dolnej przyjmuje formę prostokąta. Koryto Uszy o szerokości 0,4–0,7 km na południe od Mołodeczna jest poprzecinane kanałami melioracyjnymi o szerokości 4–5 km. 35 km rzeki płynie podziemnym kanałem.